# Cleanthes
Cleanthes din Assos (n. 331 î.Hr., Assos⁠(d), Provincia Çanakkale, Turcia – d. 232 î.Hr., Atena, Atena clasică) a fost un filosof grec stoic. El a urmat la conducerea școlii stoice după Zenon din Kition, fondatorul stoicismului. 

## Biografie
Cleanthes a fost un jucător de box înainte de a ajunge la Atena. De-a cursul vieții și-a păstrat un corp atletic. Ca student în Atena a trebuit să se întrețină singur udând grădini noaptea. Munca sa grea, austeritatea și dedicarea sa i-au adus reputația de a fi un învățăcel care își însușește conținuturile cu dificultate. Din cauza aceasta, era adesea obiectul amuzamentului. Foștii săi studenți îl numeau un măgar, la care el răspundea că singur a fost în stare să poarte povara învățăturilor lui Zenon din Kition, fondatorul școlii stoice.

## Contribuții
Cleanthes a contribuit la dezvoltarea doctrinei stoice. A căutat să ofere un fundament naturalist pentru ideile lui Zenon din Kition. Aceste fundamente le-a căutat în cosmologia filosofului presocratic Heraclit. Precum Heraclit, Cleanthes a accentuat în mod exclusiv rolul cosmologic al focului. Conform acestuia din urmă, tot ceea ce trăiește, animal sau plantă, trăiește datorită căldurii pe care o conține. Căldura este de așa natură încât conține puterea vieții care infiltrează întregul cosmos.